# 1381
1381 (MCCCLXXXI) je bilo navadno leto, ki se je po julijanskem koledarju začelo na torek.

## Dogodki
- kmečki upor pod vodstvom Watta Tylerja v Angliji
- Timur Lenkove osvojitve:
  - Kartidi
  - Eretnidi
  - Sarbedari

## Smrti
- 3. januar - Markvard Randeck, oglejski patriarh (* 1296)
- 24. marec - Katarina iz Vadstene, švedska plemikinja, opatinja, svetnica (* 1332)
- 21. maj - Friderik III., turinški deželni grof, meissenški mejni grof (* 1332)
- 15. julij - John Ball, angleški izobčeni duhovnik, lollard (* 1338)
- 2. december - Jan van Ruysbroeck, flamski teolog, mistik (* 1293)
- 27. december - Edmund Mortimer, 3. grof March, grof Ulsterja (* 1352)